# عمره بنت عبدالرحمن
عُمره بنت عبدالرحمن نوهٔ صحابی محمد، اسد بن زراره انصاری بود که به‌عقیدهٔ صحیح بخاری، عمره «همچون یک منشی» به عایشه خدمت می‌کرد و او را «غوطه‌ور در عمق بحر دانش» توصیف می‌کند. مالک بن انس گفته‌است که عمره اشتباهات برادرزادهٔ خود را که قاضی‌القضات شهر مدینه بود، تصحیح می‌کرد.
عمره در سال ۷۲۳ میلادی در سن ۷۷ سالگی درگذشت.